# Friedrich Carl Alwin Pockels
Friedrich Carl Alwin Pockels (1865-1913) fue un físico italiano de origen alemán. Estudió en la universidad de Gotinga donde se doctoró en 1888. De 1900 a 1913 fue profesor de física teórica en la Universidad de Heidelberg.
En 1893 descubrió que la aplicación de un campo eléctrico a ciertos materiales causaba una variación en su índice de refracción. Esta variación era aproximadamente proporcional a la intensidad del campo, con un coeficiente de proporcionalidad del orden de {\displaystyle 10^{-10}} a {\displaystyle 10^{-12}} {\displaystyle V^{-1}}. Este fenómeno recibe en su honor el nombre de efecto Pockels.
Su hermana Agnes Pockels (1862-1935) también se dedicó a la física, centrándose en el estudio de la tensión superficial de los líquidos.

## Obra
- Ueber den Einfluss elastischer Deformationen, speciell einseitigen Druckes, auf das optische Verhalten krystallinischer Körper, Disertación, Gotinga, 1889

- Ueber den Einfluss des elektrostatischen Feldes auf das optische Verhalten piezoelektrischer Kristalle, Gotinga, 1894

- Lehrbuch der Kristalloptik, Teubner, Leipzig, 1906

## Literatura
- Dorit Petschel (ed.) Die Professoren der TU Dresden 1828–2003. Böhlau Verlag, Colonia / Weimar / Viena 2003, pp. 725
- Pockels, Agnes por Gabriele Beisswanger (Nebeneintrag)